# روت فرونت
روت فرونت موضع على بعد 60 كيلومترا شرق بيشكيك في منطقة تشوي في قرغيزستان، بالقرب من حدود كازاخستان. وكان عدد سكانه 796 في عام 2009. واستوطنه بعض الألمان، ومازال يقيم فيه أقلية كبيرة منهم. وسموه باسم بيرغتال قبل تبديل الاسم في عام 1927.